# Fracanzani
I Fracanzani (Fracanzano, Fracanzan, Fracanciano) sono una famiglia aristocratica umbra stabilita in Veneto. 

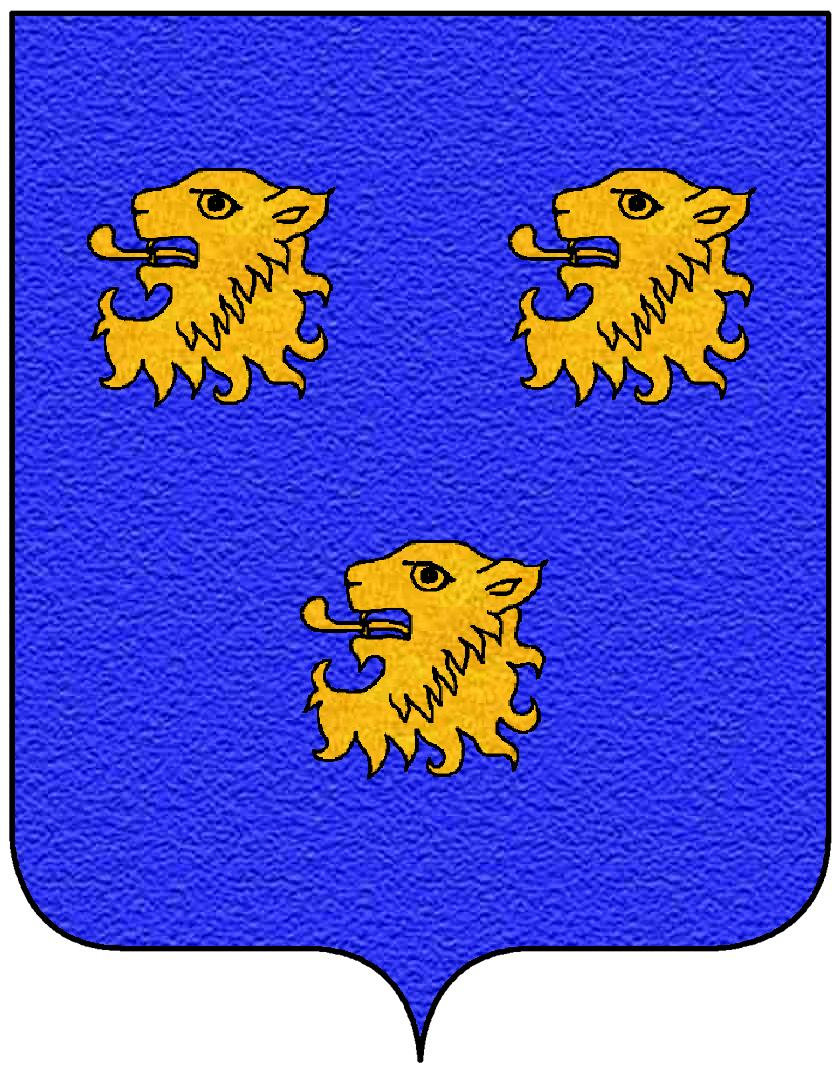
Stemma araldico della famiglia

## Storia
Provenienti da Genova, documentati a Firenze nel 1084 e poi a Città di Castello col nome di Tiberti, i fratelli Bartolomeo, Ambrogio e Lamberto parteciparono alla prima crociata, morendo in battaglia nel 1108, donde venne cambiato lo stemma da capriolo nero in campo argento all'attuale: d'azzurro (fede) con tre teste di leone d'oro (valore/coraggio) strappate (martirio), poste due in capo ed una in punta, che -con diverse versioni- venne sempre usato.

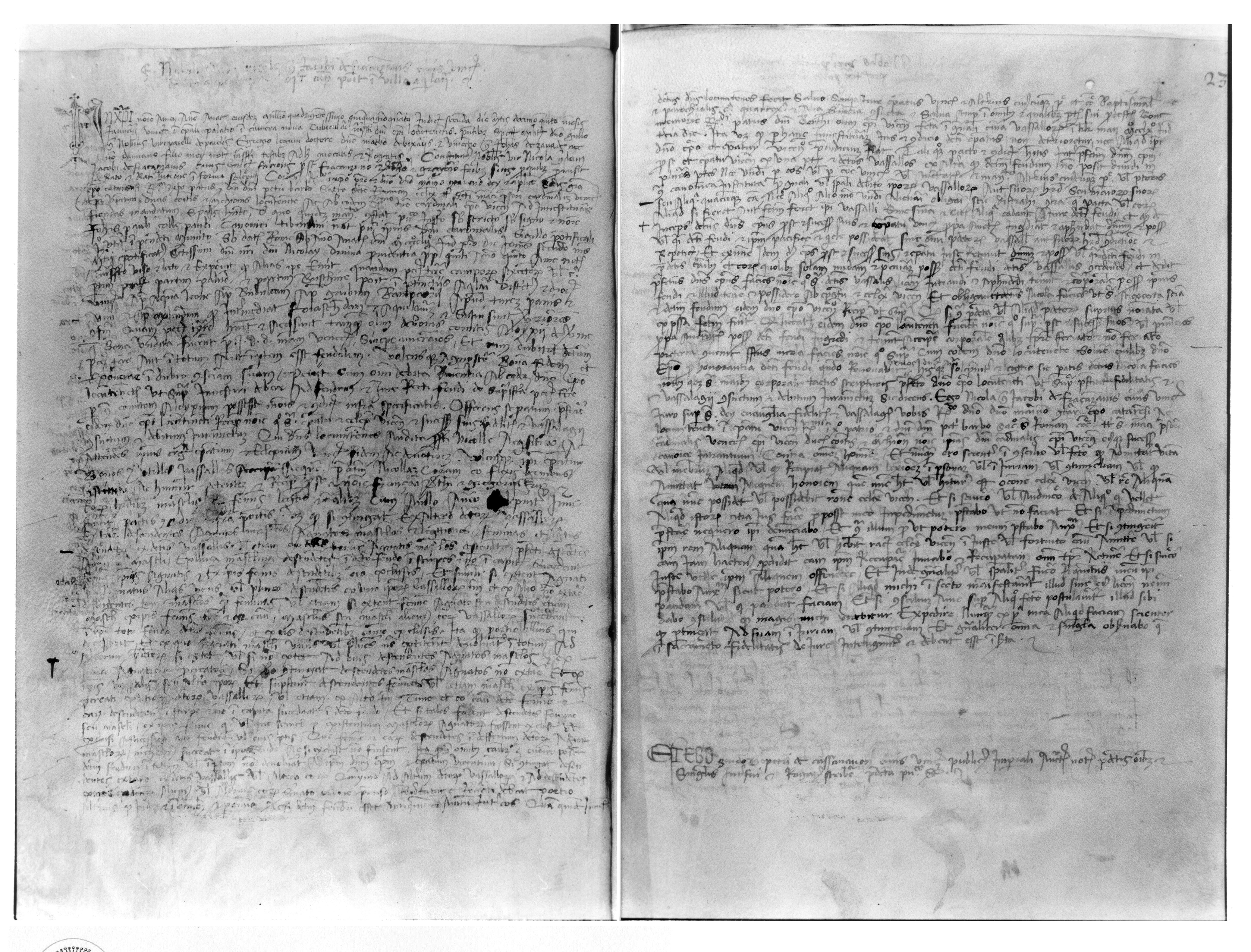
Investitura di Nicola Fracanzani (Biblioteca capitolare di Vicenza - Liber feudorum

Al pari di altre famiglie toscane (Alighieri, Giusti del Giardino) ai primi del ‘Trecento (ante 1304) trovarono asilo presso gli Scaligeri a Verona dove giunsero Pietro, Giacomo e Francesco, tre fratelli figli di Cappuccio che vennero da allora indicati come i fratres capuciani, donde, per crasi, il soprannome fracanciani (fracantiani - fracantianus) che si affiancò e lentamente sostituì il cognome Tiberti (peraltro in uso ancora ai primi del ‘Novecento): "Questi, chiamandosi hora de' Tiberti, hora de' Fracanzani, piantarono le radici alla nobile famiglia Fracanzana in Vicenza et in Verona". Il 22 aprile 1315 Pietro fu investito del feudo (vicariato) di Orgiano, nel basso vicentino, che la famiglia tenne pressoché ininterrottamente fino alla soppressione della feudalità e, poi, come bene allodiale fino all’estinzione del ramo vicentino nel 1870. Giacomo "de Fracanzanis de Tibertis de Civitate Castelli" si affliò ad Alberto e Mastino della Scala: a capo delle milizie schierate contro i Carraresi che entrarono in Padova, ma fatto ostaggio da Marsilio da Carrara e condannato a morte, fu graziato per intercessione degli ambasciatori veneziani Marco Loredan, Giustiniano Giustiniani e Andrea Morosini. Poi accompagnò come giureconsulto Can Grande a Milano presso Lodovico il Bavaro, dando vita al ramo di Verona, estintosi con Giovanni Battista che nel 1845 si trasferì in Ungheria come maggiore della I.R. Gendarmeria. Il terzo fratello Francesco, detto Franceschino (m. 1345) fu dottore in legge e vicario di Vicenza su nomina di Alberto e Mastino della Scala; suo figlio Antonio fece parte dei deputati al governo della città (nel 1379), al pari di suo cugino Giuliano Francesco (talora anch'egli detto Franceschino, figlio di Giacomo, testatore nel 1364 e già aggregato al Consiglio Nobile di Vicenza nel 1360). Nei secoli successivi i suoi discendenti parteciparono direttamente alla vita politica ed amministrativa della città di Vicenza e del vicariato di Orgiano, dove -tra l'altro- contribuirono attivamente alle bonifiche dei terreni circostanti, provvedendo alla realizzazione di grandi progetti di risanamento territoriale pianificati dalla Repubblica di Venezia. Tra i secoli XVI e XVII è attestato un Giulio Fracanzani presidente del consorzio della Liona. Sempre dal terzo fratello Francesco derivò Nicola, primo investito conte di Agugliaro il 25 gennaio 1454 da Pietro Barbo (futuro Papa Paolo II) su mandato di Federico III. Lo stesso Nicola si trasferì ad Este, ove fu aggregato al Consiglio Nobile con il figlio Gaspare nel 1477. La loro discendenza è tutt’oggi fiorente. 

### Manzoni ed il manoscritto deI promessi sposi
Alla linea di Vicenza è ascritto il fatto storico da cui Alessandro Manzoni trasse il suo romanzo.
Tra i fascicoli criminali istruiti dalla Serenissima è emerso per mole, varietà narrativa ed accuratezza istruttoria il processo contro Paolo Orgiano, circa fatti avvenuti nel villaggio di Orgiano attorno al 1605. La stretta similitudine di trama, perfino nei nomi dei personaggi, l’identità di espressioni linguistiche fin anche nelle metafore, hanno condotto illustri italianisti e storici (fra cui Vittore Branca, Gaetano Cozzi, Gino Benzoni) a ritenere che quel fascicolo processuale possa essere il manoscritto seicentesco che il Manzoni – dal Fermo e Lucia a I promessi sposi – pone nell'incipit delle varie stesure dell’opera quale sua fonte di ispirazione. Chi in un primo tempo aveva studiato il processo, si dedicò poi a seguire le vicende del fascicolo, individuando in Agostino Carli Rubbi “l’archivista” amico di Pietro Verri e di Cesare Beccaria che aveva accesso a quei fondi e a quel fascicolo dal 1812 in avanti, durante i tumultuosi traslochi di ciò che era l’Archivio di Stato della Serenissima.
Per difendere una coppia di promessi sposi dalle prepotenze dei signori locali, padre Lodovico – frà Cristoforo (al secolo, appunto, Lodovico) si contrappone a Paolo Orgiano – Don Rodrigo, spalleggiato dal cugino Tiberto Fracanzani e difeso dall’influente tutore e zio, conte Settimio Fracanzani – il conte zio, appunto.
Le analogie di trame e di metafore fra il processo e l’opera di Manzoni, così come le vicende dell’incartamento nel suo peregrinare fra l’originaria collocazione marciana fino all’attuale sistemazione presso l’Archivio di Stato di Venezia sono ancora oggetto di indagine da parte di studiosi dell’Università di Venezia.

### Esponenti illustri
- Antonio (sr) (1452(?) -1506)

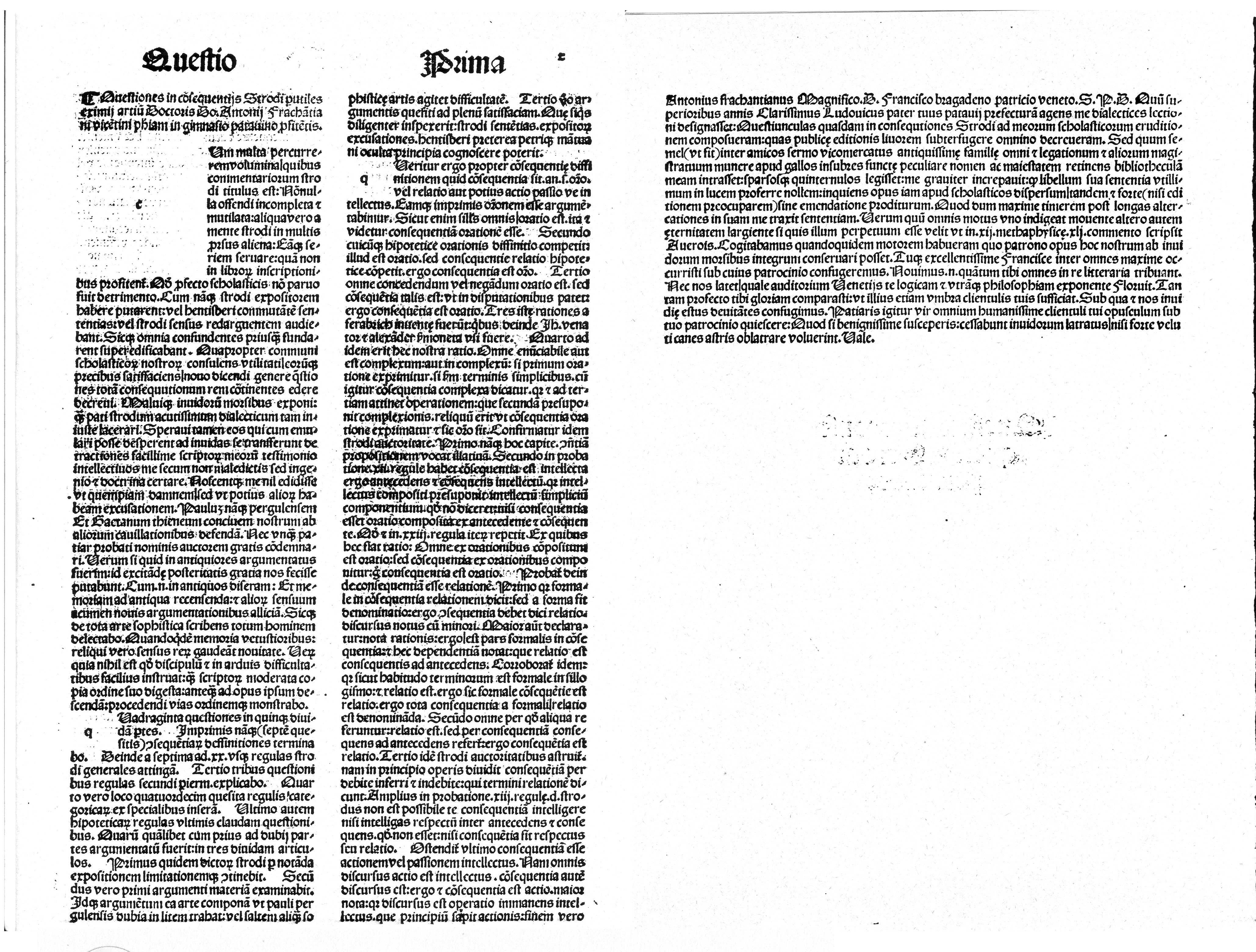
Frontespizio Quaestiones

Professore di Medicina e di Filosofia nell’Università di Padova dal 1492, esponente della corrente averroista del neoaristotelismo patavino, nel 1504 era concorrente (cattedra in secundo loco) di Pietro Pomponazzi. Autore delle Quaestiones in consequentiis Strodi, edito a Venezia nel 1494, sul nesso di causalità dove prende posizione anche sul De Interpretatione di Aristotele. Studioso di Avicenna, ne curò anche un’edizione della Metaphysica, ricavandone un Tractatus proportionalitatum, rimasto manoscritto (Vat. lat. 10728 c. 110). Di temperamento polemico, viene ricordato da Marin Sanudo per non voler esser messo a pari con gli altri professori dell’Università di Padova.
- Antonio (jr) (1506 - 1567)

Figlio del precedente, dal 1529 lettore di logica e dal 1538 professore straordinario di Medicina nelle Università di Padova e, poi, di Bologna, dove entrò in polemica con Girolamo Cardano, è autore del De morbo gallico libri tres (Patavii 1563), compendio dei suoi studi utilizzati dalla Repubblica di Venezia come base per la disciplina di sanità e salubrità pubblica.

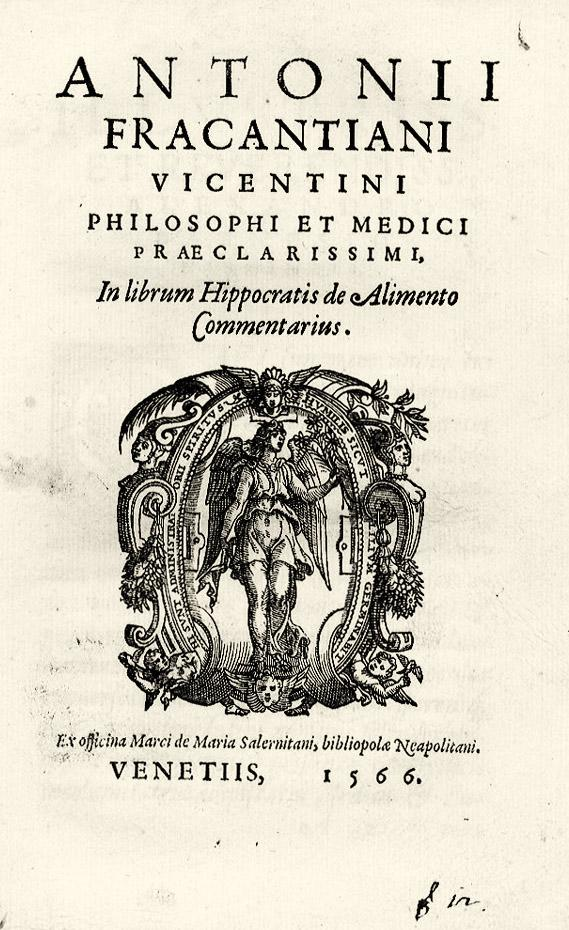
Frontespizio In librum Hippocratis de alimento commentarius

Successivamente si ricorda In librum Hippocratis de alimento commentarius (Venetiae 1566), dedicato al cardinale Alessandro Farnese al cui seguito fu a Roma. È ricordato fra i massimi clinici del suo tempo.
- Giovanni Battista (1577 - 1605)

Militare, Capitano di cavalleria imperiale in Ungheria, Polonia, Transilvania. Partecipò all’assedio di Ostenda, Morì a Colonia nel 1605, con sepolcro presso la chiesa dei Padri Domenicani, nei pressi della cattedrale. La ricca corrispondenza tenuta con il padre Eleno nell’arco di cinque anni è indicativa di dettagli sull’arte bellica del tempo e ricca di considerazioni sulla situazione politica del momento.
- Cesare (1605 - 1651)

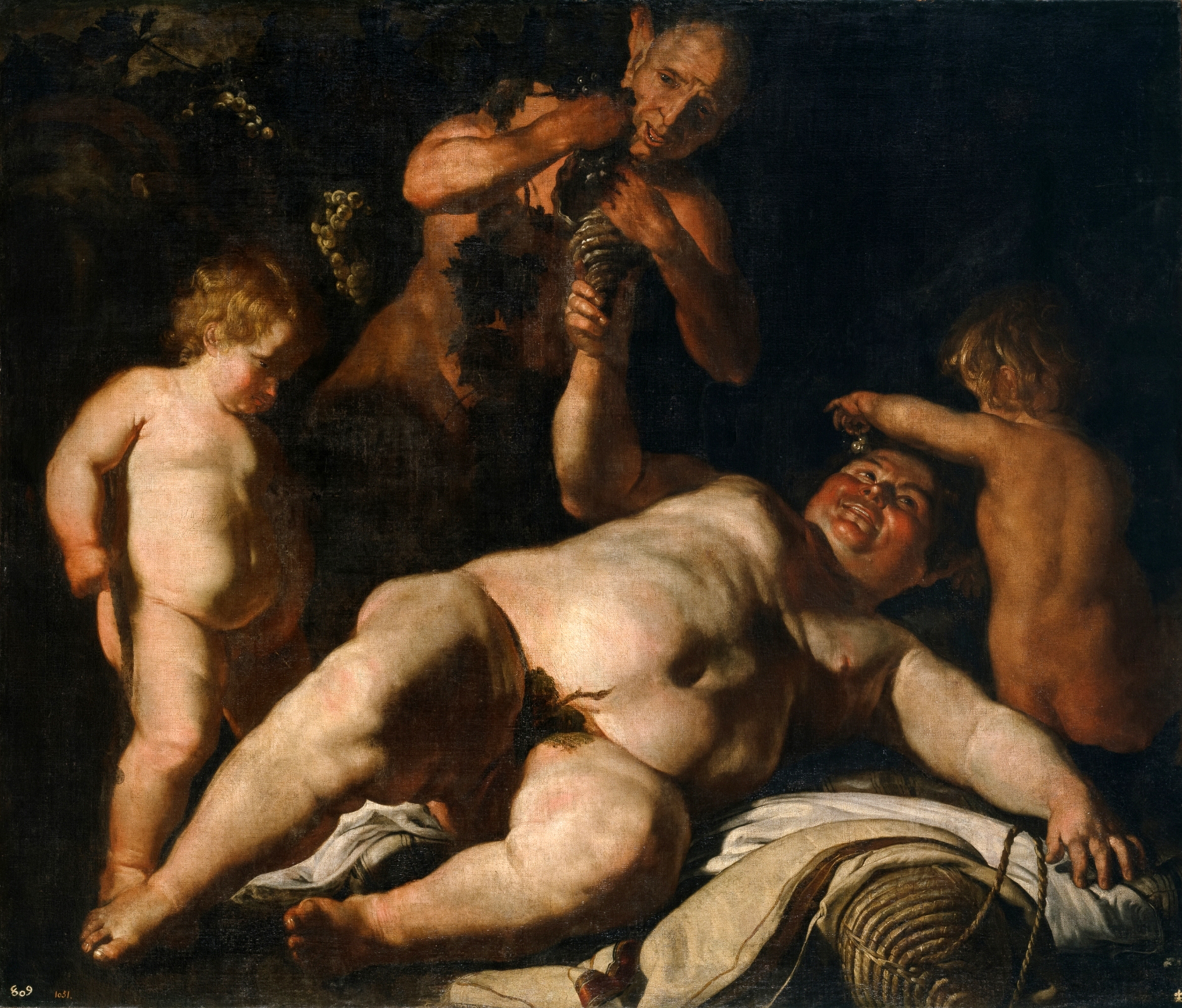
Cesare Fracanzano, Bacco ubriaco

Nato a Barletta, figlio di Alessandro, del ramo veronese e pittore dilettante. Pittore a sua volta, ricevuti i primi insegnamenti dal padre, entrò nella bottega del Ribera per poi tornare a Barletta, dove resterà fino alla morte, lavorando per chiese e palazzi. Sue opere sono al Prado di Madrid, a Taranto, Palermo, Napoli e nella sua patria adottiva, Barletta.
- Francesco (1612 - 1656)

Fratello del precedente, come lui nel 1626 (o già nel 1622) si trasferisce a Napoli ed entra nella bottega del Ribera, per un certo tempo con Salvator Rosa, di cui sposò la sorella Giovanna. Di stile più caravaggista, oltre al ciclo pittorico sulla vita di San Gregorio Armeno, presso l’omonima chiesa in Napoli, le sue opere sono a Parigi, Vienna e New York.
- Michelangelo (1632 - 1697)

Figlio del precedente e nipote di Salvator Rosa, ereditò da Calcese la maschera di Pulcinella, esportando il personaggio in Francia e presentandolo a Fontainebleau alla Corte di Luigi XIV, modificandolo poi con l’aggiunta di una seconda gobba ed esasperandone la mimica a vantaggio del pubblico straniero, da cui la variante detta fracanzana. La sua storia è stata ripresa in un film del 2008, su una bozza di sceneggiatura di Rossellini: L'ultimo Pulcinella.
- Vincenzo (1800-1860)

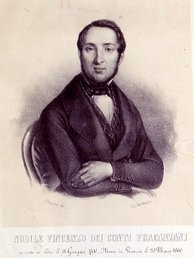
Vincenzo Fracanzani

Podestà di Este, scudiere di SMIRA Francesco I d’Austria, partecipò al IX Congresso degli Scienziati, svoltosi a Venezia nel 1847. È ricordato per essere il fondatore del museo lapidario atestino, dove raccolse e studiò le testimonianze dell’antica Roma, rinvenendo reperti ancora più antichi ed intuendo la presenza nella zona di Este, un tempo adiacente al corso dell’Adige da cui prende il nome, di una civiltà fiorita ben prima della conquista romana, oggi conosciuta e studiata come la “civiltà paleoveneta”.
- Carlo (sr) (1851-1907)

Componente del Consiglio direttivo dell’Opera dei Congressi, propiziata da Papa Leone XIII. Esponente del cattolicesimo sociale, oratore efficace, fu fondatore del Circolo della Gioventù cattolica italiana. Tra il 1890 ed il 1898 diede origine alla federazione di tutte le società di indole economico e sociale all’interno dell’Opera, con particolare riguardo alle casse rurali ed alle società di mutuo soccorso.
- Carlo (jr) (1935)

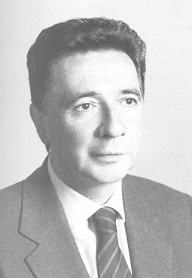
Carlo Fracanzani

Avvocato, Sindaco di Este, Deputato al Parlamento nazionale dal 1968 al 1994, esponente della sinistra della Democrazia Cristiana, è stato sottosegretario al Commercio con l’Estero (1979) e al Tesoro (1979-1987), Ministro delle Partecipazioni Statali (1988-1990) durante la fusione Eni – Montedison. Fu uno dei cinque ministri che si dimisero in opposizione alla Legge Mammì sulle frequenze televisive (Fracanzani, Mannino, Martinazzoli, Mattarella, Misasi). È stato presidente della lega nazionale pallavolo di serie A maschile e femminile.
- Carlo (jr.jr) (1981)

Regista, ha esordito come aiuto di Carlo Vanzina e, poi, di Neri Parenti, scrivendo e dirigendo alcuni cortometraggi sul rapporto fra generazioni che gli hanno valso riconoscimenti pubblici.

### Luoghi e architetture
Oltre al complesso monumentale della villa con teatro e parco in Orgiano su progetto del Muttoni, l’Istituto Regionale Ville Venete ha in catalogo diverse ville e palazzi di città fatti costruire dalla famiglia fra XV e XIX secolo, tra cui significativi quelli di Agugliaro, Este, Orgiano (Palazzo dei Vicari, ora Municipio) Ponso, San Martino Buon Albergo, Tregnago, cui si aggiunge un palazzo a Vicenza (contrà Porti). Altre sono rimaste in proprietà per un certo tempo con significativi rimaneggiamenti, come la Villa dal Verme ad Agugliaro. Altri sono stati rimaneggiati e non sono in catalogo (Este, terziere San Martino, poi trasformato in Casa del Fascio; sopravvive la chiesetta dedicata all’omonimo santo, con stemma alle finestre e negli altari; Vicenza, contrà Carpagnon, a fianco del palazzo Da Velo).

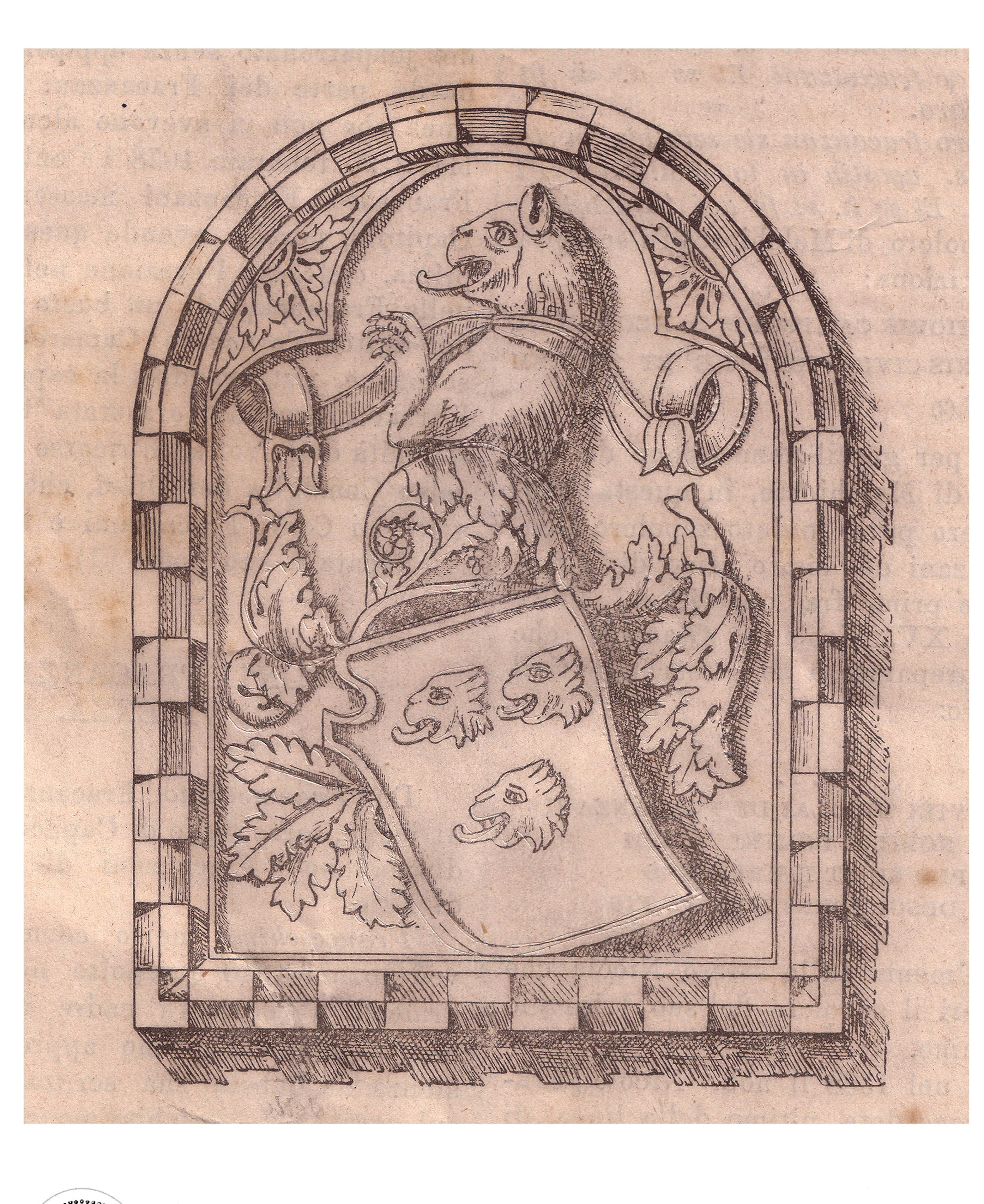
Cattedrale di Vicenza - Arma conti Fracanzani (sec. XV)

Nella Cattedrale di Vicenza è dedicata alla famiglia la seconda cappella entrando a destra, con pala d’altare attribuita al Carpioni, ritraente San Gaetano Thiene, speculare alla cappella di quella Famiglia, con cui erano intercorsi diversi matrimoni.